# André Bar
André Bar (Luik, 1 september 1935) is een voormalig Belgische wielrenner. Zijn zoon Patrice Bar is ook wielrenner geweest.

## Overwinningen

### Baan
| Jaar     | BK            | EK       | WK       | Overige                                    |
| Amateurs | Amateurs      | Amateurs | Amateurs | Amateurs                                   |
| -------- | ------------- | -------- | -------- | ------------------------------------------ |
| 1955     | Achtervolging |          |          |                                            |
| 1956     | Achtervolging |          |          | Olympische Spelen: 5e Ploegenachtervolging |
| 1957     | Achtervolging |          |          |                                            |

### Weg
1955
- Nationaal kampioen op de weg (militairen)

1956
- Romsée - Stavelot - Romsée

1957
- Romsée - Stavelot - Romsée
- 3e etappe Fleche du Sud

1959
- Algemeen klassement Ronde van Marokko

1961
- Willebroek

1962
- 1e etappe Ronde van Picardië
- Algemeen klassement Ronde van Picardië

## Resultaten in voornaamste wedstrijden
| Jaar | Parijs-Roubaix | Luik-Bast.‑Luik | Ronde van Lombardije |
| ---- | -------------- | --------------- | -------------------- |
| 1961 |                |                 | 32e                  |
| 1962 | 72e            | 22e             |                      |

Wielerploegen van André Bar
Alomar ·
Bar ·
Beaufrère ·
Bertolo ·
Bléneau ·
Busto ·
Cerami ·
Delamain ·
Duez ·
Gaillot ·
Lach ·
Le Menn ·
Marsell ·
Meunier ·
Plaza ·
Provost ·
Rascagnères ·
Riou ·
Retrain ·
Roffet ·
Rohrbach ·
Ruby · 
Sallé ·
Schoubben ·
Thomas ·
Valdois ·
Vallée ·
Viot ·
Wolfshohl ·
Zolnowski
Bar ·
Borgmans ·
Collette ·
Coppens ·
Cornelis ·
Goossens ·
Janssens ·
Joosen ·
Lelangue · 
Maes ·
Mortiers ·
Paulissen ·
Seneca ·
Severeyns ·
Simon ·
Van Buggenhout · 
Van Gompel ·
Van Huyck ·
Van Steenbergen ·
Vanderveken ·
Wouters
Andries ·
Bar ·
Blavier ·
Borgmans ·
Bosmans ·
Buysse ·
De Boever ·
Demunster ·
De Pré ·
Debaar ·
Decock ·
Dekkers ·
Deloof ·
Demaer ·
Desmet ·
Dewitte ·
Doom ·
Duerinckx ·
Englebert ·
Grondelaers ·
Kennedy ·
Luyten ·
Martinato ·
Meuleman ·
Noyelle ·
Ongenae ·
Palmans ·
Planckaert ·
Roman ·
Rosseel ·
Schaeken ·
Schaerlaeckens ·
Schepens ·
Schmidt ·
Truye ·
Van de Wiele ·
Van D'Huynslager ·
Van den Brande ·
Van den Broeck · 
Van Wynsberghe ·
Vandaele ·
Vandecaveye ·
Vanthournout ·
Verheyden ·
Verpaelt
Alomar ·
Baldasseroni ·
Bar ·
Beaufrère ·
Biolley ·
Bléneau ·
Bracke ·
Busto ·
Cerami ·
Colette ·
Collette ·
Dejouhannet ·
Duez ·
Hamon ·
Huguet ·
Lach ·
Le Bigault ·
Le Menn ·
Picot ·
Pipelin ·
Plaza ·
Provost ·
Rascagnères ·
Rodrigo ·
Rohrbach ·
Ruby · 
Sabathier ·
Sallé ·
Schoubben ·
Simon ·
Tymen ·
Valdois ·
Vallée ·
Viot